# 毛唐
毛唐（けとう）は、本来は「毛唐人（けとうじん）」といい、毛色の変わった人たち、あるいは外国から来た人という意味。差別用語の一種とされる。「外国人」の異称。

## 概要
元々、日本では、唐天竺本朝以外に世界はないかのような言語の設定であったので、江戸時代までは外国人と言えば主に中国人で、毛唐人も中国人を指すことばであった。しかし江戸末期ペリー来航以降、欧米人が来日するようになると、当初は軽蔑の念をもって西洋人、白人を指して毛唐人と呼び、攘夷せよと言うようになった。代わりに中国人を指す言葉としては「清国人」や「支那人」が多く用いられるようになった。今でこそ「白人」ということばは普通に使われているが、本来は「皮膚の色が白い人」の意味ではなく「うすらばか（白痴）な人」の意味（無位無官の人物が白い衣服を着用するとされたことから、漢字文化圏で「白」はマイナスイメージを持たれることが多い）であり、かつての攘夷の感情はことばの裏にしみついている。また当然のことながら天竺はインドを意味するわけであるから、インド人も毛唐人には含まれていない。
明治時代の初期には天皇が毛唐人である諸外国の要人と会見するのは皇室先祖への冒涜であると危惧され、若江薫子が血書で建白書をしたためて抗議し、騒ぎとなったことがある。しかし日本新政府の文明開化が進むと西欧人への差別意識は軽減し、むしろ挙って西洋をモデルとして近代化を目指したので、毛唐人の持つ意味も変化していった。「ハイ・ソサエティ」と「唐人（毛唐の人）」から、「ハイカラ」等の言葉が出来たという説もある。
明治から戦前までの文学作品には、「毛唐」「毛唐人」の語句はしばしば出てくるが、これには侮蔑の意味が強く含まれる場合と弱い場合の両方がある。

## 語源
- 南蛮貿易時に渡来し、南蛮人と呼ばれた「唐人（からじん・とうじん、遠い外国の人の意）」によって、アジアや南アメリカの植民地から日本にトウモロコシ（唐黍とうきび）、唐辛子、ジャガイモなどが伝えられた。唐人は頭が「唐モロコシ」のヒゲように金髪や紅毛だったので、毛唐と呼ばれていた。
- 南蛮貿易以前、中国（唐）との交易が主体であった当時の日本人にしてみれば、外国人といえばすなわち唐人（中国人）という認識があった。その後、西洋との交易が始まった時、西洋人のヒゲや胸毛、腕の毛といった体毛の濃さに強烈な印象を受けたといい、「毛むくじゃらな唐人（外国人）」、すなわち毛唐人と呼ぶようになった。